# 丹羽七郎
丹羽 七郎（にわ しちろう、1885年（明治18年）3月31日 - 1935年（昭和10年）7月7日）は、日本の内務官僚。岡田内閣の内務次官、県知事。

## 略歴
福島県出身。丹羽家は織田信長の重臣であった丹羽長秀の一族で、祖父は幕末の会津藩士・丹羽族、父は西南戦争で抜刀隊に参加した丹羽五郎である。
1903年（明治36年）会津中学を卒業し、検定試験を経て、東北帝国大学農科大学を卒業。京都帝国大学在学中の1913年（大正2年）11月、文官高等試験に180名中次席で合格した。1914年（大正3年）7月、京都帝大法科大学政治学科を優等で卒業し銀時計を授与された。
1914年8月、内務省に入り東京府属として内務部庶務課に配属された。以後、東京府理事官、内務省警保局事務官、土木局河港課長、同港湾課長、神社局第二課長、土木局庶務課長、同道路課長などを歴任。
1929年（昭和4年）7月、岩手県知事に就任。翌年には埼玉県知事に転じた。1931年（昭和6年）4月、内務省土木局長に就任し、さらに社会局長官を務めた。1934年（昭和9年）7月、岡田内閣の内務次官に就任したが、翌年の6月辞任し程なく死去した。会津会会員。墓所は多磨霊園。

## 親族
- 浅井郁太郎 - 岳父[4]。地質学者、文部官僚。